# Caldera

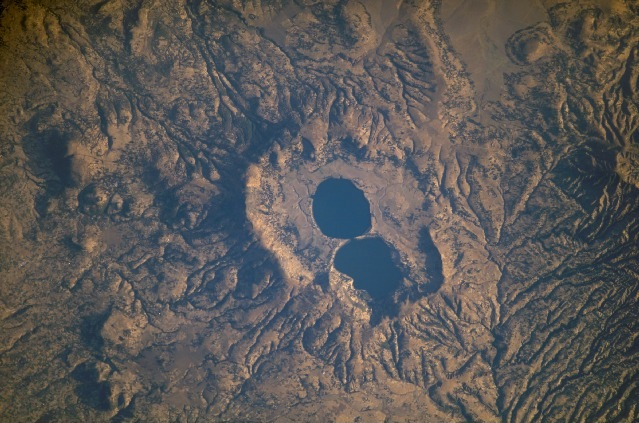
La caldera di Dendi, in Etiopia

In vulcanologia la caldera (latino călĭdārĭus, caldo; spagnolo caldera, caldaia) è un'ampia conca o depressione, spesso occupata da un lago e di forma circolare o ellittica, che si forma normalmente dopo lo sprofondamento della camera magmatica di un edificio vulcanico causato dal suo parziale svuotamento a seguito di un'imponente eruzione.
La caldera si differenzia dalle cosiddette "caldere giganti", ovvero quelle 10-12 grandi caldere caratterizzate da un diametro anche di decine di chilometri ma che non sono associabili all'esplosione di precedenti edifici vulcanici; le "caldere giganti" vengono anche chiamate supervulcani e il modo in cui si sono create è oggetto di dibattito scientifico.

## Formazione

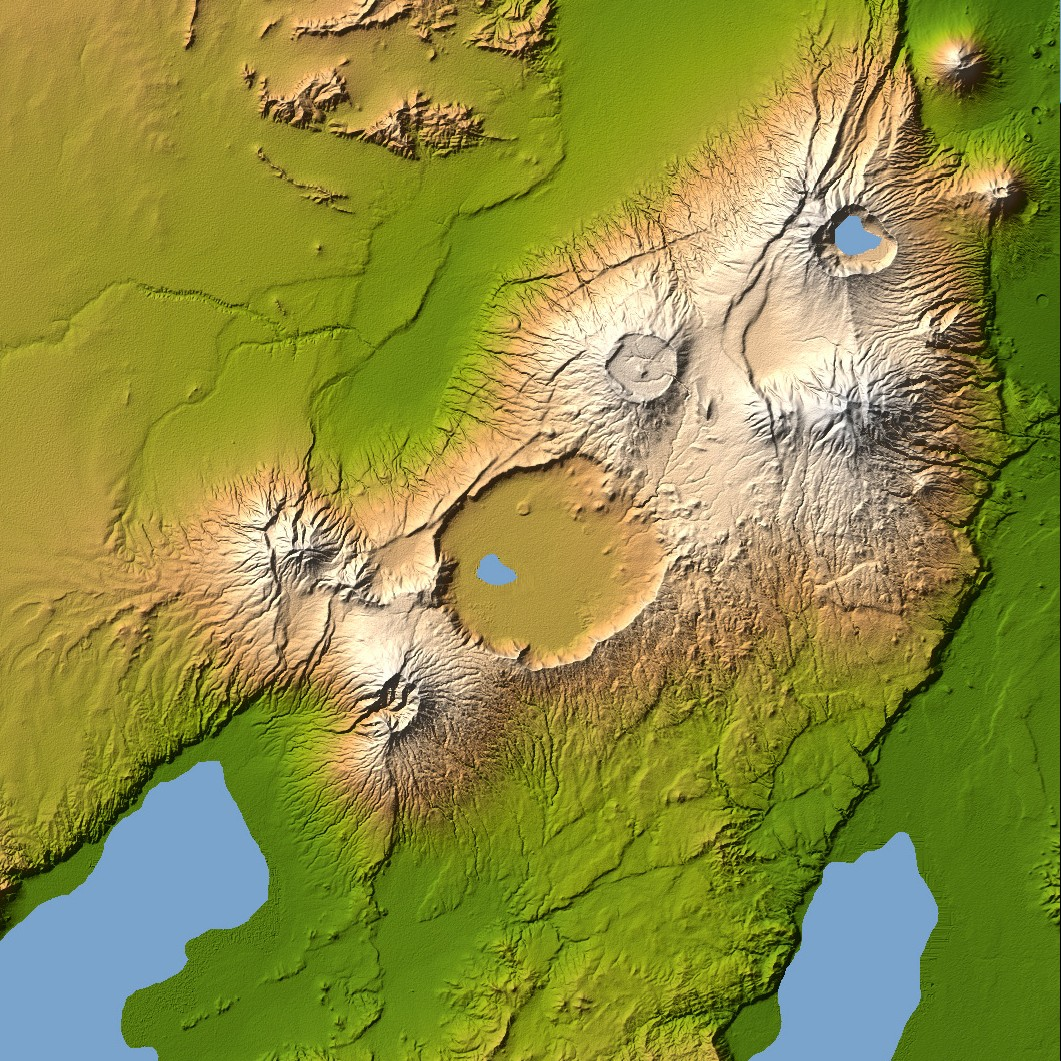
Geomorfologia della caldera vulcanica di Ngorongoro.

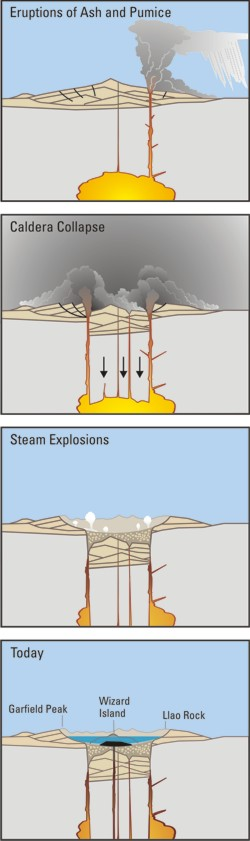
Formazione di una caldera di subsidenza: il Monte Mazama con il Lago Crater e l'isola Wizard.

Una caldera si forma in seguito allo sprofondamento di parte di un edificio vulcanico all'interno della camera magmatica una volta che questa si è svuotata del magma interno. Ciò che fa collassare il vulcano è lo svuotamento della camera magmatica che, a causa della pressione diminuita dopo l'eruzione, non riesce più a sostenere l'intero edificio vulcanico. Nelle epoche successive, quando il vulcano rientra in attività, comincia a ricostruire l'edificio vulcanico all'interno della caldera. Spesso, data la loro geomorfologia concava, le caldere sono sede di laghi formatisi dall'accumulo di acqua piovana all'interno della caldera.
Il termine caldera viene spesso confuso con quello di cratere, che in senso stretto è la depressione circolare, con diametro di qualche centinaio di metri, al vertice di un cono vulcanico. Esistono anche rari casi di caldere di origine non vulcanica create solo da eventi erosivi. Di solito le caldere hanno un diametro di qualche km ma ne esistono alcune molto grandi, di origine ancora da approfondire, che arrivano ad avere diametri di decine di km (supervulcani).
Esempi di caldere note sono quella del Somma-Vesuvio (Italia), dei Campi Flegrei (Italia), Yellowstone (USA), dei vulcani Pinatubo Taal (Filippine), del vulcano Tambora (Indonesia), quelle sommerse dell'isola vulcanica di Santorini (Grecia) o del Krakatoa (Indonesia).
La maggior parte dei vulcani durante l'eruzione produce ceneri che si distribuiscono nelle loro vicinanze. Quando invece un'eruzione vulcanica forma una caldera, le conseguenze escono dall'ambito locale perché le quantità di polveri in gioco sono molto maggiori e la violenza dell'esplosione le può scagliare ad altezze tali da permettere loro di espandersi su vaste aree della Terra: la presenza di ceneri derivanti da questi collassi è infatti registrata persino nelle carote estratte dalle calotte glaciali e mostrano ripercussioni sul clima di tutta la Terra per alcuni anni dopo l'eruzione.
Certe volte all'interno delle caldere esplosive si può ricostruire l'edificio vulcanico prendendo il nome di vulcano a recinto. Un esempio ne è il Vesuvio.

## Classificazione
Le caldere possono essere classificate in:
- vulcaniche (a loro volta, "esplosive" o "non esplosive")
- non vulcaniche

### Caldere vulcaniche
Una caldera vulcanica è una cavità, nel terreno o nel mare fatta di sabbia, più o meno circolare, la cui formazione è legata a fenomeni vulcanici:
- le "caldere non esplosive" sono quelle formatesi per collasso degli strati di roccia sovrastanti una camera magmatica, in seguito allo svuotamento della stessa, spesso in seguito a un'eruzione di notevole entità, come la caldera del Kīlauea;
- le "caldere esplosive" si sono formate, come suggerisce il nome, per l'esplosione di una struttura vulcanica preesistente, come nel caso del Krakatoa, esploso nell'agosto del 1883, o del Kolumbo, presso Santorini, nel XVII secolo a.C., oppure per "esplosioni idromagmatiche", scatenate dal contatto tra magma e acqua esterna; esempi di quest'ultima modalità sono i crateri dei Colli Albani un tempo molto numerosi e oggi rappresentati dai laghi di Albano e di Nemi.

Un tipo particolare di caldere di origine idromagmatica sono i maare, delle cavità crateriformi molto comuni nella regione tedesca dell'Eifel: strutture poco rilevate, di forma circolare, con fondo in genere depresso, rispetto al piano di campagna, e occupato da un laghetto.

### Caldere non vulcaniche
Sono strutture perfettamente simili, dal punto di vista morfologico, alle caldere vulcaniche, ma dovute a fenomeni erosivi, piuttosto che a fenomeni vulcanici. Sono molto rare. Un esempio, è la Caldera de Taburiente, situata all'interno del parco nazionale della Caldera de Taburiente, sull'isola di La Palma.

## Esempi di caldera

### Sulla Terra e su altri pianeti
La più grande caldera al mondo è quella di Yellowstone, nel Wyoming.

Una delle più grandi si trova nelle Filippine, sull'isola di Luzon, e prende il nome dal vulcano Taal. Essa ha due aspetti interessanti e unici al mondo: la caldera ospita un vulcano, il Taal, che sorge come un'isola al centro di un piccolo lago e che a sua volta, nel cono del cratere, ospita un lago più piccolo dentro al quale si trova una piccolissima isola detta Vulcan Point alta 2.000 m e non ancora del tutto formata.
La più grande caldera conosciuta si trova sul pianeta Marte, dove si è formata in seguito allo sprofondamento della sommità dell'Olympus Mons.

### Nel Mediterraneo
Le caldere del Mediterraneo si sono formate in zona continentale assottigliata a causa dell'apertura del mar Tirreno iniziata a partire dal Miocene medio (13-14 Ma) e alla conseguente attività vulcanica.
Le maggiori caldere in Italia sono:
- Campi Flegrei (Campania)
- Roccamonfina (Campania)
- Ischia (Campania)
- Monte Somma (Campania)
- Lago di Bolsena (Lazio)
- Lago di Vico (Lazio)
- Caldara di Manziana (Lazio)
- Lago di Bracciano (Lazio)
- Colli Albani (Lazio)
- Ventotene (Lazio)

## Galleria d'immagini

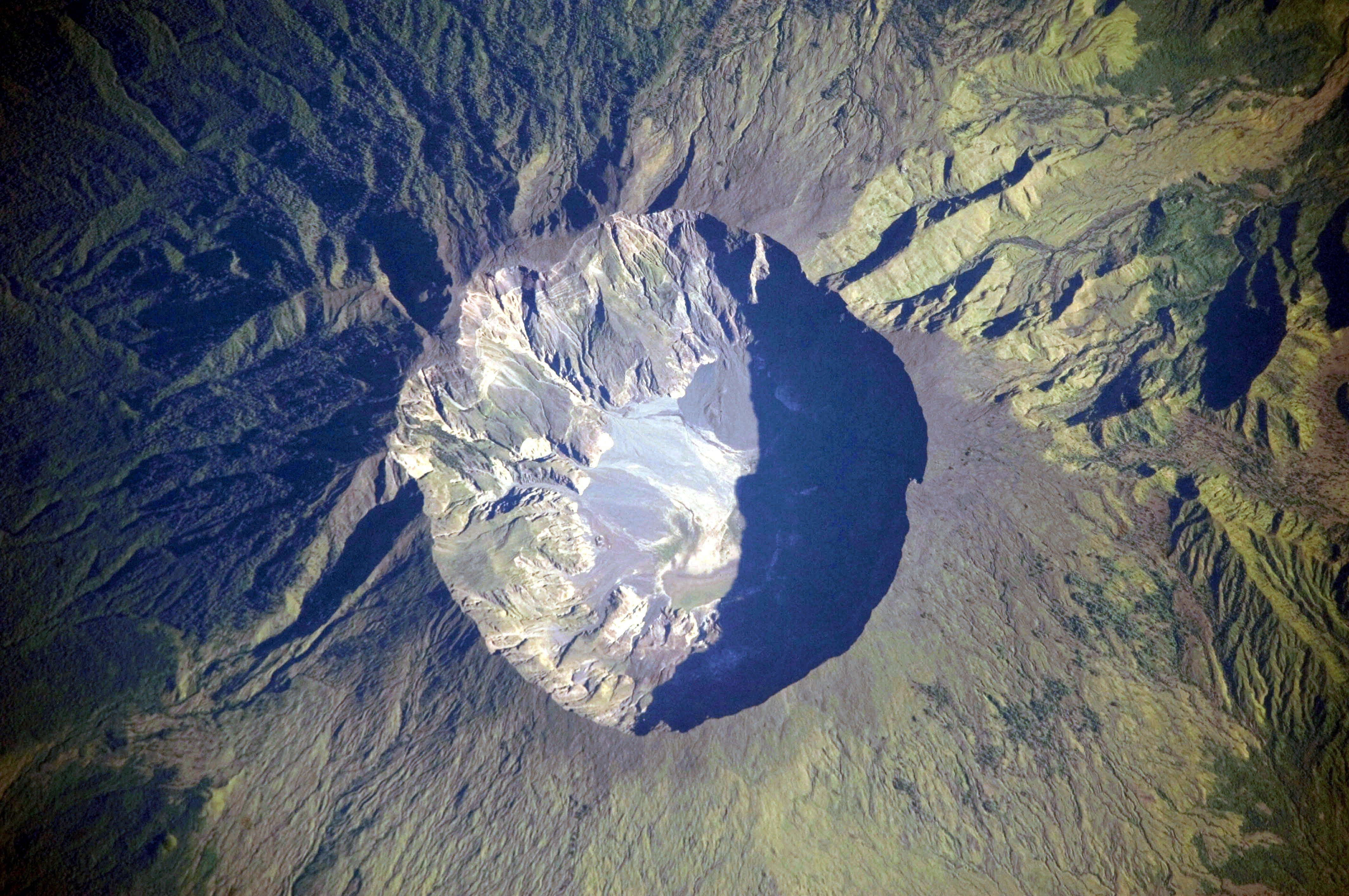
Caldera del vulcano Tambora.
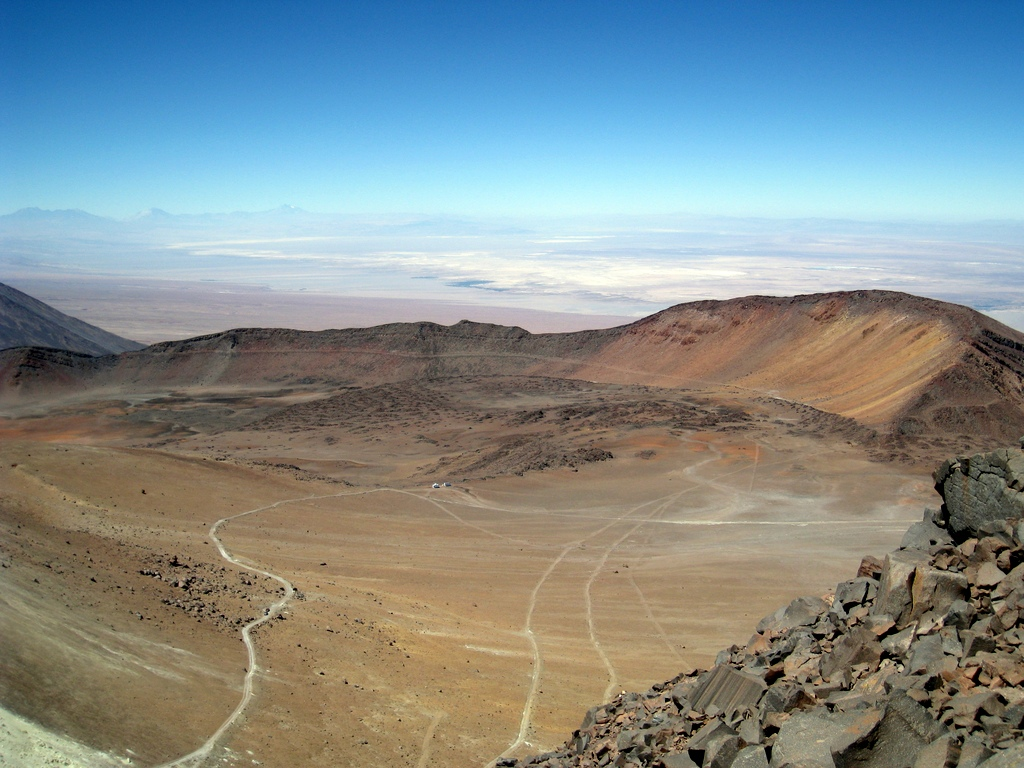
Caldera vulcanica.
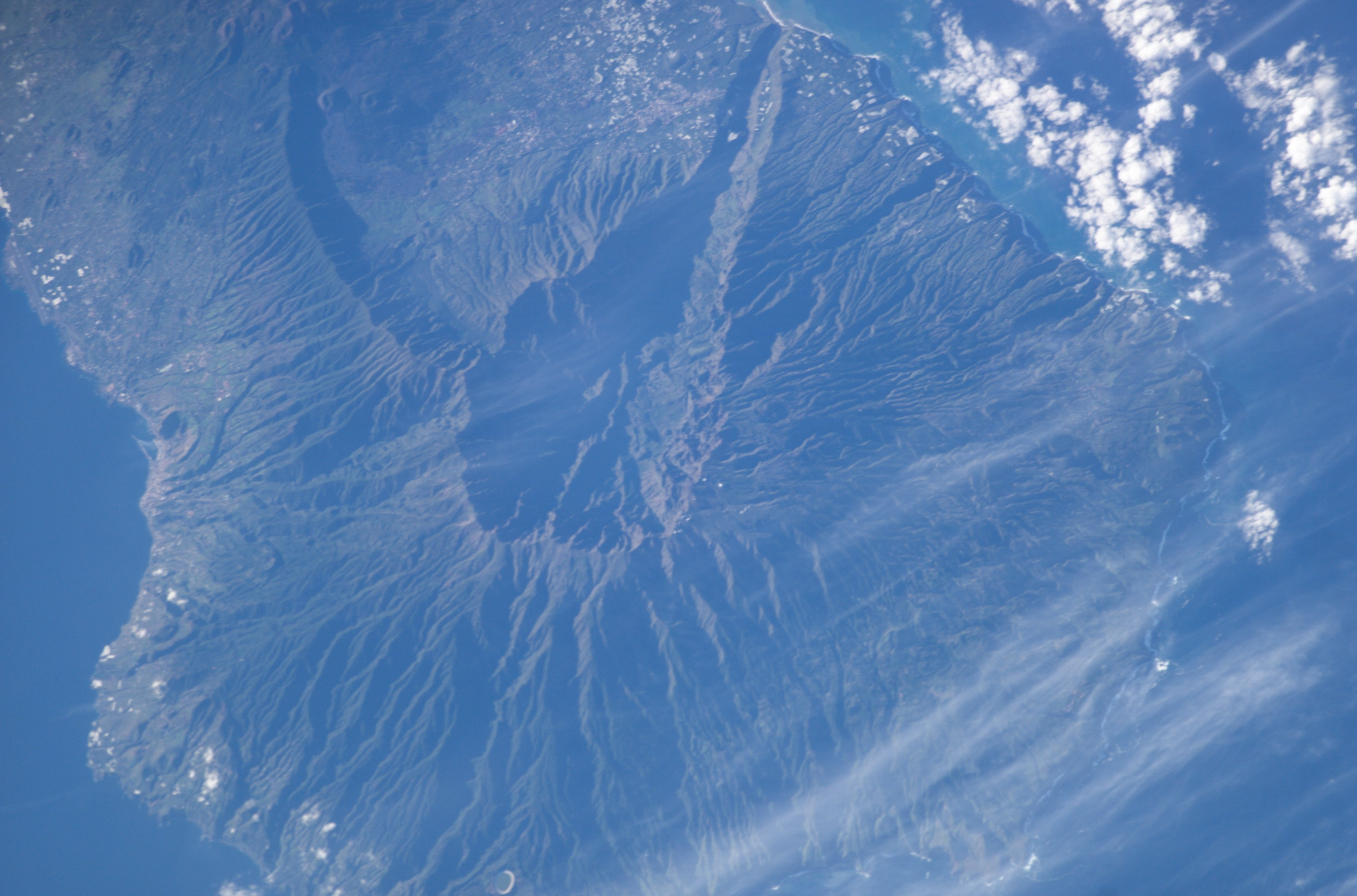
Caldera de Taburiente (caldera non vulcanica).
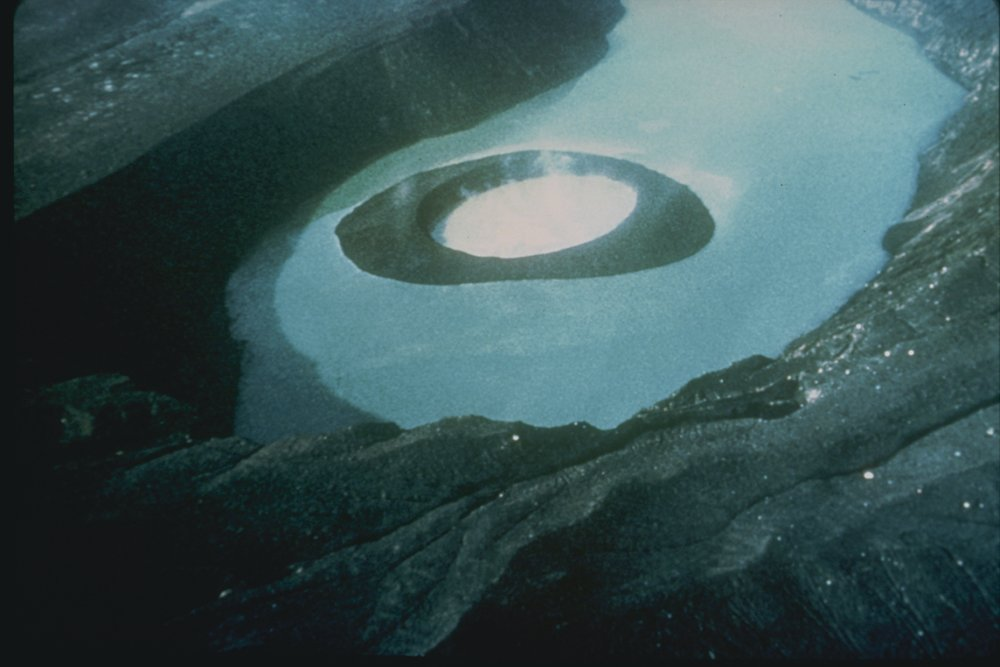
Caldera del vulcano Taal.
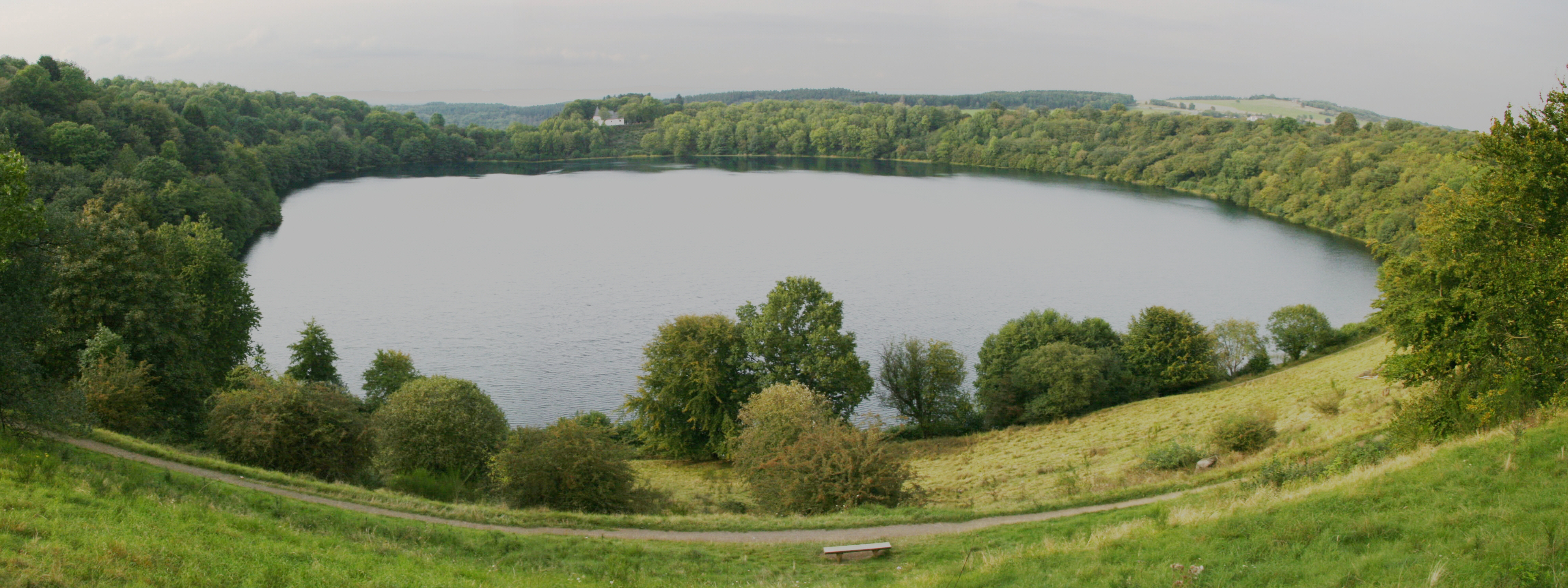
Weinfelder Maar, Eifel (caldera vulcanica esplosiva).